# Ryda församling
Ryda församling var en församling i Skara-Barne kontrakt i Skara stift. Församlingen ligger i Vara kommun i Västra Götalands län och ingick i Vara pastorat. Församlingen uppgick 2018 i Varabygdens församling.

## Administrativ historik
Församlingen har medeltida ursprung. Församlingen införlivade senast i slutet av 1800-talet Halvås församling. 
Församlingen var till 2002 moderförsamling i pastoratet Ryda, Naum och (Södra) Kedum som tidigt även omfattade Halvås församling. Församlingen införlivade 2002 Naums och Södra Kedums församlingar och ingick därefter i Vara pastorat. Församlingen uppgick 2018 i Varabygdens församling.
Församlingskod var 147010.

## Kyrkor
- Naums kyrka
- Ryda kyrka
- Södra Kedums kyrka